# Liste des communes des Pyrénées-Orientales
Pour les autres listes de communes françaises, voir Listes des communes de France.
| - Les Pyrénées-Orientales en France métropolitaine. - Carte des communes des Pyrénées-Orientales. |

Cette page liste les 226 communes du département français des Pyrénées-Orientales au 1er janvier 2025.

## Liste des communes
Le tableau suivant donne la liste des communes au 1er janvier 2025, en précisant leur code Insee, leur code postal principal, leur arrondissement, leur canton, leur intercommunalité, leur superficie, leur population et leur densité, d'après les chiffres de l'Insee issus du recensement 2022,.
| Nom                                 | Code Insee | Code postal | Arrondissement | Canton                                                                  | Intercommunalité                                       | Superficie (km2) | Population (dernière pop. légale) | Densité (hab./km2) | Modifier                                    |
| ----------------------------------- | ---------- | ----------- | -------------- | ----------------------------------------------------------------------- | ------------------------------------------------------ | ---------------- | --------------------------------- | ------------------ | ------------------------------------------- |
| Perpignan (préfecture)              | 66136      | 66000 66100 | Perpignan      | Perpignan-1 Perpignan-2 Perpignan-3 Perpignan-4 Perpignan-5 Perpignan-6 | CU Perpignan Méditerranée Métropole                    | 68,07            | 120 996 (2022)                    | 1 778              | modifier les données · modifier les données |
| L'Albère                            | 66001      | 66480       | Céret          | Vallespir-Albères                                                       | CC du Vallespir                                        | 17,10            | 63 (2022)                         | 3,7                | modifier les données · modifier les données |
| Alénya                              | 66002      | 66200       | Céret          | La Plaine d'Illibéris                                                   | CC Sud Roussillon                                      | 5,34             | 3 712 (2022)                      | 695                | modifier les données · modifier les données |
| Amélie-les-Bains-Palalda            | 66003      | 66110       | Céret          | Le Canigou                                                              | CC du Haut Vallespir                                   | 29,43            | 3 553 (2022)                      | 121                | modifier les données · modifier les données |
| Les Angles                          | 66004      | 66210       | Prades         | Les Pyrénées catalanes                                                  | CC Pyrénées catalanes                                  | 43,20            | 584 (2022)                        | 14                 | modifier les données · modifier les données |
| Angoustrine-Villeneuve-des-Escaldes | 66005      | 66760       | Prades         | Les Pyrénées catalanes                                                  | CC Pyrénées Cerdagne                                   | 87,87            | 548 (2022)                        | 6,2                | modifier les données · modifier les données |
| Ansignan                            | 66006      | 66220       | Prades         | La Vallée de l'Agly                                                     | CC Agly Fenouillèdes                                   | 7,84             | 168 (2022)                        | 21                 | modifier les données · modifier les données |
| Arboussols                          | 66007      | 66320       | Prades         | La Vallée de l'Agly                                                     | CC Conflent Canigó                                     | 14,08            | 130 (2022)                        | 9,2                | modifier les données · modifier les données |
| Argelès-sur-Mer                     | 66008      | 66700       | Céret          | La Côte Vermeille                                                       | CC des Albères, de la Côte Vermeille et de l'Illibéris | 58,67            | 10 779 (2022)                     | 184                | modifier les données · modifier les données |
| Arles-sur-Tech                      | 66009      | 66150       | Céret          | Le Canigou                                                              | CC du Haut Vallespir                                   | 28,82            | 2 805 (2022)                      | 97                 | modifier les données · modifier les données |
| Ayguatébia-Talau                    | 66010      | 66360       | Prades         | Les Pyrénées catalanes                                                  | CC Pyrénées catalanes                                  | 29,68            | 44 (2022)                         | 1,5                | modifier les données · modifier les données |
| Bages                               | 66011      | 66670       | Céret          | La Plaine d'Illibéris                                                   | CC des Albères, de la Côte Vermeille et de l'Illibéris | 11,95            | 4 519 (2022)                      | 378                | modifier les données · modifier les données |
| Baho                                | 66012      | 66540       | Perpignan      | Le Ribéral                                                              | CU Perpignan Méditerranée Métropole                    | 7,90             | 3 266 (2022)                      | 413                | modifier les données · modifier les données |
| Baillestavy                         | 66013      | 66320       | Prades         | Le Canigou                                                              | CC Conflent Canigó                                     | 17,89            | 117 (2022)                        | 6,5                | modifier les données · modifier les données |
| Baixas                              | 66014      | 66390       | Perpignan      | Le Ribéral                                                              | CU Perpignan Méditerranée Métropole                    | 18,91            | 2 784 (2022)                      | 147                | modifier les données · modifier les données |
| Banyuls-dels-Aspres                 | 66015      | 66300       | Céret          | Les Aspres                                                              | CC des Aspres                                          | 10,53            | 1 397 (2022)                      | 133                | modifier les données · modifier les données |
| Banyuls-sur-Mer                     | 66016      | 66650       | Céret          | La Côte Vermeille                                                       | CC des Albères, de la Côte Vermeille et de l'Illibéris | 42,43            | 4 583 (2022)                      | 108                | modifier les données · modifier les données |
| Le Barcarès                         | 66017      | 66420       | Perpignan      | La Côte Salanquaise                                                     | CU Perpignan Méditerranée Métropole                    | 11,65            | 6 203 (2022)                      | 532                | modifier les données · modifier les données |
| La Bastide                          | 66018      | 66110       | Céret          | Le Canigou                                                              | CC du Haut Vallespir                                   | 15,63            | 62 (2022)                         | 4,0                | modifier les données · modifier les données |
| Bélesta                             | 66019      | 66720       | Prades         | La Vallée de l'Agly                                                     | CC Roussillon Conflent                                 | 20,52            | 241 (2022)                        | 12                 | modifier les données · modifier les données |
| Bolquère                            | 66020      | 66210       | Prades         | Les Pyrénées catalanes                                                  | CC Pyrénées catalanes                                  | 17,61            | 805 (2022)                        | 46                 | modifier les données · modifier les données |
| Bompas                              | 66021      | 66430       | Perpignan      | Perpignan-2                                                             | CU Perpignan Méditerranée Métropole                    | 5,70             | 7 712 (2022)                      | 1 353              | modifier les données · modifier les données |
| Boule-d'Amont                       | 66022      | 66130       | Prades         | Le Canigou                                                              | CC Roussillon Conflent                                 | 23,22            | 64 (2022)                         | 2,8                | modifier les données · modifier les données |
| Bouleternère                        | 66023      | 66130       | Prades         | Le Canigou                                                              | CC Roussillon Conflent                                 | 10,63            | 953 (2022)                        | 90                 | modifier les données · modifier les données |
| Le Boulou                           | 66024      | 66160       | Céret          | Vallespir-Albères                                                       | CC du Vallespir                                        | 14,42            | 5 396 (2022)                      | 374                | modifier les données · modifier les données |
| Bourg-Madame                        | 66025      | 66760       | Prades         | Les Pyrénées catalanes                                                  | CC Pyrénées Cerdagne                                   | 7,85             | 1 194 (2022)                      | 152                | modifier les données · modifier les données |
| Brouilla                            | 66026      | 66620       | Céret          | Les Aspres                                                              | CC des Aspres                                          | 7,83             | 1 586 (2022)                      | 203                | modifier les données · modifier les données |
| La Cabanasse                        | 66027      | 66210       | Prades         | Les Pyrénées catalanes                                                  | CC Pyrénées catalanes                                  | 3,26             | 700 (2022)                        | 215                | modifier les données · modifier les données |
| Cabestany                           | 66028      | 66330       | Perpignan      | Perpignan-3                                                             | CU Perpignan Méditerranée Métropole                    | 10,42            | 10 414 (2022)                     | 999                | modifier les données · modifier les données |
| Caixas                              | 66029      | 66300       | Céret          | Les Aspres                                                              | CC des Aspres                                          | 28,11            | 131 (2022)                        | 4,7                | modifier les données · modifier les données |
| Calce                               | 66030      | 66600       | Perpignan      | Le Ribéral                                                              | CU Perpignan Méditerranée Métropole                    | 23,77            | 224 (2022)                        | 9,4                | modifier les données · modifier les données |
| Calmeilles                          | 66032      | 66400       | Céret          | Les Aspres                                                              | CC des Aspres                                          | 13,22            | 60 (2022)                         | 4,5                | modifier les données · modifier les données |
| Camélas                             | 66033      | 66300       | Céret          | Les Aspres                                                              | CC des Aspres                                          | 12,72            | 463 (2022)                        | 36                 | modifier les données · modifier les données |
| Campôme                             | 66034      | 66500       | Prades         | Les Pyrénées catalanes                                                  | CC Conflent Canigó                                     | 5,26             | 120 (2022)                        | 23                 | modifier les données · modifier les données |
| Campoussy                           | 66035      | 66730       | Prades         | La Vallée de l'Agly                                                     | CC Agly Fenouillèdes                                   | 17,04            | 42 (2022)                         | 2,5                | modifier les données · modifier les données |
| Canaveilles                         | 66036      | 66360       | Prades         | Les Pyrénées catalanes                                                  | CC Conflent Canigó                                     | 10,95            | 43 (2022)                         | 3,9                | modifier les données · modifier les données |
| Canet-en-Roussillon                 | 66037      | 66140       | Perpignan      | La Côte Sableuse                                                        | CU Perpignan Méditerranée Métropole                    | 22,39            | 13 005 (2022)                     | 581                | modifier les données · modifier les données |
| Canohès                             | 66038      | 66680       | Perpignan      | Perpignan-5                                                             | CU Perpignan Méditerranée Métropole                    | 8,56             | 6 575 (2022)                      | 768                | modifier les données · modifier les données |
| Caramany                            | 66039      | 66720       | Prades         | La Vallée de l'Agly                                                     | CC Agly Fenouillèdes                                   | 14,00            | 130 (2022)                        | 9,3                | modifier les données · modifier les données |
| Casefabre                           | 66040      | 66130       | Prades         | Le Canigou                                                              | CC Roussillon Conflent                                 | 6,99             | 43 (2022)                         | 6,2                | modifier les données · modifier les données |
| Cases-de-Pène                       | 66041      | 66600       | Perpignan      | La Vallée de l'Agly                                                     | CU Perpignan Méditerranée Métropole                    | 13,38            | 978 (2022)                        | 73                 | modifier les données · modifier les données |
| Cassagnes                           | 66042      | 66720       | Perpignan      | La Vallée de l'Agly                                                     | CU Perpignan Méditerranée Métropole                    | 15,16            | 290 (2022)                        | 19                 | modifier les données · modifier les données |
| Casteil                             | 66043      | 66820       | Prades         | Le Canigou                                                              | CC Conflent Canigó                                     | 29,83            | 140 (2022)                        | 4,7                | modifier les données · modifier les données |
| Castelnou                           | 66044      | 66300       | Céret          | Les Aspres                                                              | CC des Aspres                                          | 19,28            | 286 (2022)                        | 15                 | modifier les données · modifier les données |
| Catllar                             | 66045      | 66500       | Prades         | Les Pyrénées catalanes                                                  | CC Conflent Canigó                                     | 8,02             | 724 (2022)                        | 90                 | modifier les données · modifier les données |
| Caudiès-de-Conflent                 | 66047      | 66360       | Prades         | Les Pyrénées catalanes                                                  | CC Pyrénées catalanes                                  | 6,50             | 21 (2022)                         | 3,2                | modifier les données · modifier les données |
| Caudiès-de-Fenouillèdes             | 66046      | 66220       | Prades         | La Vallée de l'Agly                                                     | CC Agly Fenouillèdes                                   | 36,45            | 585 (2022)                        | 16                 | modifier les données · modifier les données |
| Cerbère                             | 66048      | 66290       | Céret          | La Côte Vermeille                                                       | CC des Albères, de la Côte Vermeille et de l'Illibéris | 8,18             | 1 213 (2022)                      | 148                | modifier les données · modifier les données |
| Céret                               | 66049      | 66400       | Céret          | Vallespir-Albères                                                       | CC du Vallespir                                        | 37,86            | 7 544 (2022)                      | 199                | modifier les données · modifier les données |
| Claira                              | 66050      | 66530       | Perpignan      | La Côte Salanquaise                                                     | CC Corbières Salanque Méditerranée                     | 19,34            | 4 801 (2022)                      | 248                | modifier les données · modifier les données |
| Clara-Villerach                     | 66051      | 66500       | Prades         | Les Pyrénées catalanes                                                  | CC Conflent Canigó                                     | 8,70             | 267 (2022)                        | 31                 | modifier les données · modifier les données |
| Les Cluses                          | 66063      | 66480       | Céret          | Vallespir-Albères                                                       | CC du Vallespir                                        | 8,91             | 258 (2022)                        | 29                 | modifier les données · modifier les données |
| Codalet                             | 66052      | 66500       | Prades         | Les Pyrénées catalanes                                                  | CC Conflent Canigó                                     | 2,78             | 353 (2022)                        | 127                | modifier les données · modifier les données |
| Collioure                           | 66053      | 66190       | Céret          | La Côte Vermeille                                                       | CC des Albères, de la Côte Vermeille et de l'Illibéris | 13,02            | 2 637 (2022)                      | 203                | modifier les données · modifier les données |
| Conat                               | 66054      | 66500       | Prades         | Les Pyrénées catalanes                                                  | CC Conflent Canigó                                     | 19,12            | 63 (2022)                         | 3,3                | modifier les données · modifier les données |
| Corbère                             | 66055      | 66130       | Prades         | La Vallée de la Têt                                                     | CC Roussillon Conflent                                 | 7,25             | 780 (2022)                        | 108                | modifier les données · modifier les données |
| Corbère-les-Cabanes                 | 66056      | 66130       | Prades         | La Vallée de la Têt                                                     | CC Roussillon Conflent                                 | 4,14             | 1 155 (2022)                      | 279                | modifier les données · modifier les données |
| Corneilla-de-Conflent               | 66057      | 66820       | Prades         | Le Canigou                                                              | CC Conflent Canigó                                     | 11,02            | 532 (2022)                        | 48                 | modifier les données · modifier les données |
| Corneilla-del-Vercol                | 66059      | 66200       | Céret          | La Plaine d'Illibéris                                                   | CC Sud Roussillon                                      | 5,43             | 2 679 (2022)                      | 493                | modifier les données · modifier les données |
| Corneilla-la-Rivière                | 66058      | 66550       | Prades         | La Vallée de la Têt                                                     | CU Perpignan Méditerranée Métropole                    | 11,90            | 2 013 (2022)                      | 169                | modifier les données · modifier les données |
| Corsavy                             | 66060      | 66150       | Céret          | Le Canigou                                                              | CC du Haut Vallespir                                   | 47,02            | 247 (2022)                        | 5,3                | modifier les données · modifier les données |
| Coustouges                          | 66061      | 66260       | Céret          | Le Canigou                                                              | CC du Haut Vallespir                                   | 16,86            | 93 (2022)                         | 5,5                | modifier les données · modifier les données |
| Dorres                              | 66062      | 66760       | Prades         | Les Pyrénées catalanes                                                  | CC Pyrénées Cerdagne                                   | 24,77            | 178 (2022)                        | 7,2                | modifier les données · modifier les données |
| Égat                                | 66064      | 66120       | Prades         | Les Pyrénées catalanes                                                  | CC Pyrénées Cerdagne                                   | 4,47             | 418 (2022)                        | 94                 | modifier les données · modifier les données |
| Elne                                | 66065      | 66200       | Céret          | La Plaine d'Illibéris                                                   | CC des Albères, de la Côte Vermeille et de l'Illibéris | 21,29            | 9 479 (2022)                      | 445                | modifier les données · modifier les données |
| Enveitg                             | 66066      | 66760       | Prades         | Les Pyrénées catalanes                                                  | CC Pyrénées Cerdagne                                   | 30,52            | 614 (2022)                        | 20                 | modifier les données · modifier les données |
| Err                                 | 66067      | 66800       | Prades         | Les Pyrénées catalanes                                                  | CC Pyrénées Cerdagne                                   | 25,92            | 714 (2022)                        | 28                 | modifier les données · modifier les données |
| Escaro                              | 66068      | 66360       | Prades         | Les Pyrénées catalanes                                                  | CC Conflent Canigó                                     | 15,21            | 127 (2022)                        | 8,3                | modifier les données · modifier les données |
| Espira-de-Conflent                  | 66070      | 66320       | Prades         | Le Canigou                                                              | CC Conflent Canigó                                     | 6,03             | 220 (2022)                        | 36                 | modifier les données · modifier les données |
| Espira-de-l'Agly                    | 66069      | 66600       | Perpignan      | La Vallée de l'Agly                                                     | CU Perpignan Méditerranée Métropole                    | 26,77            | 3 525 (2022)                      | 132                | modifier les données · modifier les données |
| Estagel                             | 66071      | 66310       | Perpignan      | La Vallée de l'Agly                                                     | CU Perpignan Méditerranée Métropole                    | 20,83            | 2 124 (2022)                      | 102                | modifier les données · modifier les données |
| Estavar                             | 66072      | 66800       | Prades         | Les Pyrénées catalanes                                                  | CC Pyrénées Cerdagne                                   | 9,24             | 455 (2022)                        | 49                 | modifier les données · modifier les données |
| Estoher                             | 66073      | 66320       | Prades         | Le Canigou                                                              | CC Conflent Canigó                                     | 26,08            | 154 (2022)                        | 5,9                | modifier les données · modifier les données |
| Eus                                 | 66074      | 66500       | Prades         | Les Pyrénées catalanes                                                  | CC Conflent Canigó                                     | 20,08            | 381 (2022)                        | 19                 | modifier les données · modifier les données |
| Eyne                                | 66075      | 66800       | Prades         | Les Pyrénées catalanes                                                  | CC Pyrénées catalanes                                  | 20,36            | 149 (2022)                        | 7,3                | modifier les données · modifier les données |
| Feilluns                            | 66076      | 66730       | Prades         | La Vallée de l'Agly                                                     | CC Agly Fenouillèdes                                   | 6,61             | 60 (2022)                         | 9,1                | modifier les données · modifier les données |
| Fenouillet                          | 66077      | 66220       | Prades         | La Vallée de l'Agly                                                     | CC Agly Fenouillèdes                                   | 18,76            | 96 (2022)                         | 5,1                | modifier les données · modifier les données |
| Fillols                             | 66078      | 66820       | Prades         | Le Canigou                                                              | CC Conflent Canigó                                     | 8,40             | 208 (2022)                        | 25                 | modifier les données · modifier les données |
| Finestret                           | 66079      | 66320       | Prades         | Le Canigou                                                              | CC Conflent Canigó                                     | 8,43             | 201 (2022)                        | 24                 | modifier les données · modifier les données |
| Font-Romeu-Odeillo-Via              | 66124      | 66120       | Prades         | Les Pyrénées catalanes                                                  | CC Pyrénées catalanes                                  | 29,60            | 1 770 (2022)                      | 60                 | modifier les données · modifier les données |
| Fontpédrouse                        | 66080      | 66360       | Prades         | Les Pyrénées catalanes                                                  | CC Conflent Canigó                                     | 64,35            | 122 (2022)                        | 1,9                | modifier les données · modifier les données |
| Fontrabiouse                        | 66081      | 66210       | Prades         | Les Pyrénées catalanes                                                  | CC Pyrénées catalanes                                  | 15,57            | 137 (2022)                        | 8,8                | modifier les données · modifier les données |
| Formiguères                         | 66082      | 66210       | Prades         | Les Pyrénées catalanes                                                  | CC Pyrénées catalanes                                  | 46,88            | 491 (2022)                        | 10                 | modifier les données · modifier les données |
| Fosse                               | 66083      | 66220       | Prades         | La Vallée de l'Agly                                                     | CC Agly Fenouillèdes                                   | 4,43             | 46 (2022)                         | 10                 | modifier les données · modifier les données |
| Fourques                            | 66084      | 66300       | Céret          | Les Aspres                                                              | CC des Aspres                                          | 9,39             | 1 333 (2022)                      | 142                | modifier les données · modifier les données |
| Fuilla                              | 66085      | 66820       | Prades         | Le Canigou                                                              | CC Conflent Canigó                                     | 9,69             | 435 (2022)                        | 45                 | modifier les données · modifier les données |
| Glorianes                           | 66086      | 66320       | Prades         | Le Canigou                                                              | CC Roussillon Conflent                                 | 18,72            | 16 (2022)                         | 0,85               | modifier les données · modifier les données |
| Ille-sur-Têt                        | 66088      | 66130       | Prades         | La Vallée de la Têt                                                     | CC Roussillon Conflent                                 | 31,67            | 5 546 (2022)                      | 175                | modifier les données · modifier les données |
| Joch                                | 66089      | 66320       | Prades         | Le Canigou                                                              | CC Conflent Canigó                                     | 3,38             | 396 (2022)                        | 117                | modifier les données · modifier les données |
| Jujols                              | 66090      | 66360       | Prades         | Les Pyrénées catalanes                                                  | CC Conflent Canigó                                     | 10,11            | 42 (2022)                         | 4,2                | modifier les données · modifier les données |
| Lamanère                            | 66091      | 66230       | Céret          | Le Canigou                                                              | CC du Haut Vallespir                                   | 23,83            | 54 (2022)                         | 2,3                | modifier les données · modifier les données |
| Lansac                              | 66092      | 66720       | Prades         | La Vallée de l'Agly                                                     | CC Agly Fenouillèdes                                   | 5,20             | 91 (2022)                         | 18                 | modifier les données · modifier les données |
| Laroque-des-Albères                 | 66093      | 66740       | Céret          | Vallespir-Albères                                                       | CC des Albères, de la Côte Vermeille et de l'Illibéris | 20,51            | 2 245 (2022)                      | 109                | modifier les données · modifier les données |
| Latour-Bas-Elne                     | 66094      | 66200       | Céret          | La Plaine d'Illibéris                                                   | CC Sud Roussillon                                      | 3,31             | 3 224 (2022)                      | 974                | modifier les données · modifier les données |
| Latour-de-Carol                     | 66095      | 66760       | Prades         | Les Pyrénées catalanes                                                  | CC Pyrénées Cerdagne                                   | 12,63            | 472 (2022)                        | 37                 | modifier les données · modifier les données |
| Latour-de-France                    | 66096      | 66720       | Prades         | La Vallée de l'Agly                                                     | CC Agly Fenouillèdes                                   | 13,94            | 1 044 (2022)                      | 75                 | modifier les données · modifier les données |
| Lesquerde                           | 66097      | 66220       | Prades         | La Vallée de l'Agly                                                     | CC Agly Fenouillèdes                                   | 15,67            | 142 (2022)                        | 9,1                | modifier les données · modifier les données |
| La Llagonne                         | 66098      | 66210       | Prades         | Les Pyrénées catalanes                                                  | CC Pyrénées catalanes                                  | 23,09            | 216 (2022)                        | 9,4                | modifier les données · modifier les données |
| Llauro                              | 66099      | 66300       | Céret          | Les Aspres                                                              | CC des Aspres                                          | 8,34             | 314 (2022)                        | 38                 | modifier les données · modifier les données |
| Llo                                 | 66100      | 66800       | Prades         | Les Pyrénées catalanes                                                  | CC Pyrénées Cerdagne                                   | 28,44            | 156 (2022)                        | 5,5                | modifier les données · modifier les données |
| Llupia                              | 66101      | 66300       | Perpignan      | Les Aspres                                                              | CU Perpignan Méditerranée Métropole                    | 6,88             | 2 169 (2022)                      | 315                | modifier les données · modifier les données |
| Mantet                              | 66102      | 66360       | Prades         | Le Canigou                                                              | CC Conflent Canigó                                     | 32,15            | 35 (2022)                         | 1,1                | modifier les données · modifier les données |
| Marquixanes                         | 66103      | 66320       | Prades         | Le Canigou                                                              | CC Conflent Canigó                                     | 4,80             | 585 (2022)                        | 122                | modifier les données · modifier les données |
| Los Masos                           | 66104      | 66500       | Prades         | Les Pyrénées catalanes                                                  | CC Conflent Canigó                                     | 5,71             | 972 (2022)                        | 170                | modifier les données · modifier les données |
| Matemale                            | 66105      | 66210       | Prades         | Les Pyrénées catalanes                                                  | CC Pyrénées catalanes                                  | 18,88            | 279 (2022)                        | 15                 | modifier les données · modifier les données |
| Maureillas-las-Illas                | 66106      | 66480       | Céret          | Vallespir-Albères                                                       | CC du Vallespir                                        | 42,10            | 2 859 (2022)                      | 68                 | modifier les données · modifier les données |
| Maury                               | 66107      | 66460       | Prades         | La Vallée de l'Agly                                                     | CC Agly Fenouillèdes                                   | 34,63            | 780 (2022)                        | 23                 | modifier les données · modifier les données |
| Millas                              | 66108      | 66170       | Prades         | La Vallée de la Têt                                                     | CC Roussillon Conflent                                 | 19,12            | 4 325 (2022)                      | 226                | modifier les données · modifier les données |
| Molitg-les-Bains                    | 66109      | 66500       | Prades         | Les Pyrénées catalanes                                                  | CC Conflent Canigó                                     | 12,96            | 248 (2022)                        | 19                 | modifier les données · modifier les données |
| Mont-Louis                          | 66117      | 66210       | Prades         | Les Pyrénées catalanes                                                  | CC Pyrénées catalanes                                  | 0,39             | 150 (2022)                        | 385                | modifier les données · modifier les données |
| Montalba-le-Château                 | 66111      | 66130       | Prades         | La Vallée de la Têt                                                     | CC Roussillon Conflent                                 | 15,90            | 158 (2022)                        | 9,9                | modifier les données · modifier les données |
| Montauriol                          | 66112      | 66300       | Céret          | Les Aspres                                                              | CC des Aspres                                          | 11,10            | 251 (2022)                        | 23                 | modifier les données · modifier les données |
| Montbolo                            | 66113      | 66110       | Céret          | Le Canigou                                                              | CC du Haut Vallespir                                   | 21,98            | 179 (2022)                        | 8,1                | modifier les données · modifier les données |
| Montescot                           | 66114      | 66200       | Céret          | La Plaine d'Illibéris                                                   | CC Sud Roussillon                                      | 6,02             | 1 595 (2022)                      | 265                | modifier les données · modifier les données |
| Montesquieu-des-Albères             | 66115      | 66740       | Céret          | Vallespir-Albères                                                       | CC des Albères, de la Côte Vermeille et de l'Illibéris | 17,06            | 1 283 (2022)                      | 75                 | modifier les données · modifier les données |
| Montferrer                          | 66116      | 66150       | Céret          | Le Canigou                                                              | CC du Haut Vallespir                                   | 21,95            | 216 (2022)                        | 9,8                | modifier les données · modifier les données |
| Montner                             | 66118      | 66720       | Perpignan      | La Vallée de l'Agly                                                     | CU Perpignan Méditerranée Métropole                    | 10,98            | 328 (2022)                        | 30                 | modifier les données · modifier les données |
| Mosset                              | 66119      | 66500       | Prades         | Les Pyrénées catalanes                                                  | CC Conflent Canigó                                     | 71,93            | 313 (2022)                        | 4,4                | modifier les données · modifier les données |
| Nahuja                              | 66120      | 66340       | Prades         | Les Pyrénées catalanes                                                  | CC Pyrénées Cerdagne                                   | 5,60             | 75 (2022)                         | 13                 | modifier les données · modifier les données |
| Néfiach                             | 66121      | 66170       | Prades         | La Vallée de la Têt                                                     | CC Roussillon Conflent                                 | 8,81             | 1 371 (2022)                      | 156                | modifier les données · modifier les données |
| Nohèdes                             | 66122      | 66500       | Prades         | Les Pyrénées catalanes                                                  | CC Conflent Canigó                                     | 30,91            | 60 (2022)                         | 1,9                | modifier les données · modifier les données |
| Nyer                                | 66123      | 66360       | Prades         | Les Pyrénées catalanes                                                  | CC Conflent Canigó                                     | 37,00            | 150 (2022)                        | 4,1                | modifier les données · modifier les données |
| Olette                              | 66125      | 66360       | Prades         | Les Pyrénées catalanes                                                  | CC Conflent Canigó                                     | 28,95            | 337 (2022)                        | 12                 | modifier les données · modifier les données |
| Oms                                 | 66126      | 66400       | Céret          | Les Aspres                                                              | CC des Aspres                                          | 18,53            | 354 (2022)                        | 19                 | modifier les données · modifier les données |
| Opoul-Périllos                      | 66127      | 66600       | Perpignan      | La Vallée de l'Agly                                                     | CU Perpignan Méditerranée Métropole                    | 50,53            | 1 218 (2022)                      | 24                 | modifier les données · modifier les données |
| Oreilla                             | 66128      | 66360       | Prades         | Les Pyrénées catalanes                                                  | CC Conflent Canigó                                     | 16,03            | 27 (2022)                         | 1,7                | modifier les données · modifier les données |
| Ortaffa                             | 66129      | 66560       | Céret          | La Plaine d'Illibéris                                                   | CC des Albères, de la Côte Vermeille et de l'Illibéris | 8,49             | 1 889 (2022)                      | 222                | modifier les données · modifier les données |
| Osséja                              | 66130      | 66340       | Prades         | Les Pyrénées catalanes                                                  | CC Pyrénées Cerdagne                                   | 17,13            | 1 376 (2022)                      | 80                 | modifier les données · modifier les données |
| Palau-de-Cerdagne                   | 66132      | 66340       | Prades         | Les Pyrénées catalanes                                                  | CC Pyrénées Cerdagne                                   | 11,50            | 408 (2022)                        | 35                 | modifier les données · modifier les données |
| Palau-del-Vidre                     | 66133      | 66690       | Céret          | La Côte Vermeille                                                       | CC des Albères, de la Côte Vermeille et de l'Illibéris | 10,41            | 3 232 (2022)                      | 310                | modifier les données · modifier les données |
| Passa                               | 66134      | 66300       | Céret          | Les Aspres                                                              | CC des Aspres                                          | 13,47            | 1 079 (2022)                      | 80                 | modifier les données · modifier les données |
| Le Perthus                          | 66137      | 66480       | Céret          | Vallespir-Albères                                                       | CC du Vallespir                                        | 4,27             | 565 (2022)                        | 132                | modifier les données · modifier les données |
| Peyrestortes                        | 66138      | 66600       | Perpignan      | Le Ribéral                                                              | CU Perpignan Méditerranée Métropole                    | 7,96             | 1 808 (2022)                      | 227                | modifier les données · modifier les données |
| Pézilla-de-Conflent                 | 66139      | 66730       | Prades         | La Vallée de l'Agly                                                     | CC Agly Fenouillèdes                                   | 6,85             | 37 (2022)                         | 5,4                | modifier les données · modifier les données |
| Pézilla-la-Rivière                  | 66140      | 66370       | Perpignan      | Le Ribéral                                                              | CU Perpignan Méditerranée Métropole                    | 15,62            | 4 048 (2022)                      | 259                | modifier les données · modifier les données |
| Pia                                 | 66141      | 66380       | Perpignan      | La Côte Salanquaise                                                     | CC Corbières Salanque Méditerranée                     | 13,18            | 11 174 (2022)                     | 848                | modifier les données · modifier les données |
| Planès                              | 66142      | 66210       | Prades         | Les Pyrénées catalanes                                                  | CC Pyrénées catalanes                                  | 14,24            | 56 (2022)                         | 3,9                | modifier les données · modifier les données |
| Planèzes                            | 66143      | 66720       | Prades         | La Vallée de l'Agly                                                     | CC Agly Fenouillèdes                                   | 6,16             | 96 (2022)                         | 16                 | modifier les données · modifier les données |
| Pollestres                          | 66144      | 66450       | Perpignan      | Les Aspres                                                              | CU Perpignan Méditerranée Métropole                    | 8,30             | 5 489 (2022)                      | 661                | modifier les données · modifier les données |
| Ponteilla                           | 66145      | 66300       | Perpignan      | Les Aspres                                                              | CU Perpignan Méditerranée Métropole                    | 13,78            | 3 012 (2022)                      | 219                | modifier les données · modifier les données |
| Port-Vendres                        | 66148      | 66660       | Céret          | La Côte Vermeille                                                       | CC des Albères, de la Côte Vermeille et de l'Illibéris | 14,77            | 3 976 (2022)                      | 269                | modifier les données · modifier les données |
| Porta                               | 66146      | 66760       | Prades         | Les Pyrénées catalanes                                                  | CC Pyrénées Cerdagne                                   | 65,19            | 103 (2022)                        | 1,6                | modifier les données · modifier les données |
| Porté-Puymorens                     | 66147      | 66760       | Prades         | Les Pyrénées catalanes                                                  | CC Pyrénées Cerdagne                                   | 49,42            | 102 (2022)                        | 2,1                | modifier les données · modifier les données |
| Prades                              | 66149      | 66500       | Prades         | Les Pyrénées catalanes                                                  | CC Conflent Canigó                                     | 10,87            | 6 166 (2022)                      | 567                | modifier les données · modifier les données |
| Prats-de-Mollo-la-Preste            | 66150      | 66230       | Céret          | Le Canigou                                                              | CC du Haut Vallespir                                   | 145,09           | 1 114 (2022)                      | 7,7                | modifier les données · modifier les données |
| Prats-de-Sournia                    | 66151      | 66730       | Prades         | La Vallée de l'Agly                                                     | CC Agly Fenouillèdes                                   | 8,01             | 77 (2022)                         | 9,6                | modifier les données · modifier les données |
| Prugnanes                           | 66152      | 66220       | Prades         | La Vallée de l'Agly                                                     | CC Agly Fenouillèdes                                   | 13,51            | 97 (2022)                         | 7,2                | modifier les données · modifier les données |
| Prunet-et-Belpuig                   | 66153      | 66130       | Prades         | Le Canigou                                                              | CC Roussillon Conflent                                 | 21,68            | 45 (2022)                         | 2,1                | modifier les données · modifier les données |
| Puyvalador                          | 66154      | 66210       | Prades         | Les Pyrénées catalanes                                                  | CC Pyrénées catalanes                                  | 19,46            | 57 (2022)                         | 2,9                | modifier les données · modifier les données |
| Py                                  | 66155      | 66360       | Prades         | Le Canigou                                                              | CC Conflent Canigó                                     | 50,86            | 79 (2022)                         | 1,6                | modifier les données · modifier les données |
| Rabouillet                          | 66156      | 66730       | Prades         | La Vallée de l'Agly                                                     | CC Agly Fenouillèdes                                   | 19,21            | 87 (2022)                         | 4,5                | modifier les données · modifier les données |
| Railleu                             | 66157      | 66360       | Prades         | Les Pyrénées catalanes                                                  | CC Pyrénées catalanes                                  | 9,97             | 23 (2022)                         | 2,3                | modifier les données · modifier les données |
| Rasiguères                          | 66158      | 66720       | Prades         | La Vallée de l'Agly                                                     | CC Agly Fenouillèdes                                   | 13,72            | 166 (2022)                        | 12                 | modifier les données · modifier les données |
| Réal                                | 66159      | 66210       | Prades         | Les Pyrénées catalanes                                                  | CC Pyrénées catalanes                                  | 10,45            | 75 (2022)                         | 7,2                | modifier les données · modifier les données |
| Reynès                              | 66160      | 66400       | Céret          | Le Canigou                                                              | CC du Vallespir                                        | 27,56            | 1 234 (2022)                      | 45                 | modifier les données · modifier les données |
| Ria-Sirach                          | 66161      | 66500       | Prades         | Les Pyrénées catalanes                                                  | CC Conflent Canigó                                     | 12,82            | 1 294 (2022)                      | 101                | modifier les données · modifier les données |
| Rigarda                             | 66162      | 66320       | Prades         | Le Canigou                                                              | CC Conflent Canigó                                     | 3,60             | 700 (2022)                        | 194                | modifier les données · modifier les données |
| Rivesaltes                          | 66164      | 66600       | Perpignan      | La Vallée de l'Agly                                                     | CU Perpignan Méditerranée Métropole                    | 28,76            | 9 151 (2022)                      | 318                | modifier les données · modifier les données |
| Rodès                               | 66165      | 66320       | Prades         | Le Canigou                                                              | CC Roussillon Conflent                                 | 18,11            | 717 (2022)                        | 40                 | modifier les données · modifier les données |
| Sahorre                             | 66166      | 66360       | Prades         | Le Canigou                                                              | CC Conflent Canigó                                     | 14,88            | 399 (2022)                        | 27                 | modifier les données · modifier les données |
| Saillagouse                         | 66167      | 66800       | Prades         | Les Pyrénées catalanes                                                  | CC Pyrénées Cerdagne                                   | 11,35            | 1 161 (2022)                      | 102                | modifier les données · modifier les données |
| Saint-André                         | 66168      | 66690       | Céret          | La Côte Vermeille                                                       | CC des Albères, de la Côte Vermeille et de l'Illibéris | 9,73             | 3 395 (2022)                      | 349                | modifier les données · modifier les données |
| Saint-Arnac                         | 66169      | 66220       | Prades         | La Vallée de l'Agly                                                     | CC Agly Fenouillèdes                                   | 6,60             | 101 (2022)                        | 15                 | modifier les données · modifier les données |
| Saint-Cyprien                       | 66171      | 66750       | Céret          | La Côte Sableuse                                                        | CC Sud Roussillon                                      | 15,80            | 11 995 (2022)                     | 759                | modifier les données · modifier les données |
| Saint-Estève                        | 66172      | 66240       | Perpignan      | Le Ribéral                                                              | CU Perpignan Méditerranée Métropole                    | 11,67            | 11 673 (2022)                     | 1 000              | modifier les données · modifier les données |
| Saint-Féliu-d'Amont                 | 66173      | 66170       | Prades         | La Vallée de la Têt                                                     | CC Roussillon Conflent                                 | 6,11             | 1 262 (2022)                      | 207                | modifier les données · modifier les données |
| Saint-Féliu-d'Avall                 | 66174      | 66170       | Perpignan      | La Vallée de la Têt                                                     | CU Perpignan Méditerranée Métropole                    | 10,79            | 2 934 (2022)                      | 272                | modifier les données · modifier les données |
| Saint-Génis-des-Fontaines           | 66175      | 66740       | Céret          | Vallespir-Albères                                                       | CC des Albères, de la Côte Vermeille et de l'Illibéris | 9,90             | 2 985 (2022)                      | 302                | modifier les données · modifier les données |
| Saint-Hippolyte                     | 66176      | 66510       | Perpignan      | La Côte Salanquaise                                                     | CU Perpignan Méditerranée Métropole                    | 14,65            | 3 177 (2022)                      | 217                | modifier les données · modifier les données |
| Saint-Jean-Lasseille                | 66177      | 66300       | Céret          | Les Aspres                                                              | CC des Aspres                                          | 2,89             | 1 578 (2022)                      | 546                | modifier les données · modifier les données |
| Saint-Jean-Pla-de-Corts             | 66178      | 66490       | Céret          | Vallespir-Albères                                                       | CC du Vallespir                                        | 10,62            | 2 283 (2022)                      | 215                | modifier les données · modifier les données |
| Saint-Laurent-de-Cerdans            | 66179      | 66260       | Céret          | Le Canigou                                                              | CC du Haut Vallespir                                   | 45,08            | 1 020 (2022)                      | 23                 | modifier les données · modifier les données |
| Saint-Laurent-de-la-Salanque        | 66180      | 66250       | Perpignan      | La Côte Salanquaise                                                     | CU Perpignan Méditerranée Métropole                    | 12,39            | 9 941 (2022)                      | 802                | modifier les données · modifier les données |
| Saint-Marsal                        | 66183      | 66110       | Céret          | Le Canigou                                                              | CC du Haut Vallespir                                   | 15,36            | 73 (2022)                         | 4,8                | modifier les données · modifier les données |
| Saint-Martin-de-Fenouillet          | 66184      | 66220       | Prades         | La Vallée de l'Agly                                                     | CC Agly Fenouillèdes                                   | 10,72            | 48 (2022)                         | 4,5                | modifier les données · modifier les données |
| Saint-Michel-de-Llotes              | 66185      | 66130       | Prades         | Le Canigou                                                              | CC Roussillon Conflent                                 | 8,64             | 360 (2022)                        | 42                 | modifier les données · modifier les données |
| Saint-Nazaire                       | 66186      | 66570       | Perpignan      | La Côte Sableuse                                                        | CU Perpignan Méditerranée Métropole                    | 10,33            | 2 786 (2022)                      | 270                | modifier les données · modifier les données |
| Saint-Paul-de-Fenouillet            | 66187      | 66220       | Prades         | La Vallée de l'Agly                                                     | CC Agly Fenouillèdes                                   | 43,90            | 1 740 (2022)                      | 40                 | modifier les données · modifier les données |
| Saint-Pierre-dels-Forcats           | 66188      | 66210       | Prades         | Les Pyrénées catalanes                                                  | CC Pyrénées catalanes                                  | 12,81            | 261 (2022)                        | 20                 | modifier les données · modifier les données |
| Sainte-Colombe-de-la-Commanderie    | 66170      | 66300       | Céret          | Les Aspres                                                              | CC des Aspres                                          | 4,74             | 172 (2022)                        | 36                 | modifier les données · modifier les données |
| Sainte-Léocadie                     | 66181      | 66800       | Prades         | Les Pyrénées catalanes                                                  | CC Pyrénées Cerdagne                                   | 8,88             | 140 (2022)                        | 16                 | modifier les données · modifier les données |
| Sainte-Marie-la-Mer                 | 66182      | 66470       | Perpignan      | Perpignan-2                                                             | CU Perpignan Méditerranée Métropole                    | 10,29            | 4 749 (2022)                      | 462                | modifier les données · modifier les données |
| Saleilles                           | 66189      | 66280       | Perpignan      | La Côte Sableuse                                                        | CU Perpignan Méditerranée Métropole                    | 6,12             | 5 724 (2022)                      | 935                | modifier les données · modifier les données |
| Salses-le-Château                   | 66190      | 66600       | Perpignan      | La Vallée de l'Agly                                                     | CC Corbières Salanque Méditerranée                     | 71,28            | 3 888 (2022)                      | 55                 | modifier les données · modifier les données |
| Sansa                               | 66191      | 66360       | Prades         | Les Pyrénées catalanes                                                  | CC Pyrénées catalanes                                  | 22,27            | 31 (2022)                         | 1,4                | modifier les données · modifier les données |
| Sauto                               | 66192      | 66210       | Prades         | Les Pyrénées catalanes                                                  | CC Pyrénées catalanes                                  | 8,43             | 102 (2022)                        | 12                 | modifier les données · modifier les données |
| Serdinya                            | 66193      | 66360       | Prades         | Les Pyrénées catalanes                                                  | CC Conflent Canigó                                     | 16,91            | 233 (2022)                        | 14                 | modifier les données · modifier les données |
| Serralongue                         | 66194      | 66230       | Céret          | Le Canigou                                                              | CC du Haut Vallespir                                   | 23,04            | 243 (2022)                        | 11                 | modifier les données · modifier les données |
| Le Soler                            | 66195      | 66270       | Perpignan      | La Vallée de la Têt                                                     | CU Perpignan Méditerranée Métropole                    | 10,35            | 7 896 (2022)                      | 763                | modifier les données · modifier les données |
| Sorède                              | 66196      | 66690       | Céret          | Vallespir-Albères                                                       | CC des Albères, de la Côte Vermeille et de l'Illibéris | 34,54            | 3 500 (2022)                      | 101                | modifier les données · modifier les données |
| Souanyas                            | 66197      | 66360       | Prades         | Les Pyrénées catalanes                                                  | CC Conflent Canigó                                     | 4,81             | 31 (2022)                         | 6,4                | modifier les données · modifier les données |
| Sournia                             | 66198      | 66730       | Prades         | La Vallée de l'Agly                                                     | CC Agly Fenouillèdes                                   | 29,99            | 480 (2022)                        | 16                 | modifier les données · modifier les données |
| Taillet                             | 66199      | 66400       | Céret          | Le Canigou                                                              | CC du Vallespir                                        | 10,02            | 106 (2022)                        | 11                 | modifier les données · modifier les données |
| Tarerach                            | 66201      | 66320       | Prades         | La Vallée de l'Agly                                                     | CC Conflent Canigó                                     | 8,16             | 43 (2022)                         | 5,3                | modifier les données · modifier les données |
| Targasonne                          | 66202      | 66120       | Prades         | Les Pyrénées catalanes                                                  | CC Pyrénées Cerdagne                                   | 7,80             | 194 (2022)                        | 25                 | modifier les données · modifier les données |
| Taulis                              | 66203      | 66110       | Céret          | Le Canigou                                                              | CC du Haut Vallespir                                   | 6,19             | 58 (2022)                         | 9,4                | modifier les données · modifier les données |
| Taurinya                            | 66204      | 66500       | Prades         | Le Canigou                                                              | CC Conflent Canigó                                     | 14,50            | 327 (2022)                        | 23                 | modifier les données · modifier les données |
| Tautavel                            | 66205      | 66720       | Perpignan      | La Vallée de l'Agly                                                     | CU Perpignan Méditerranée Métropole                    | 53,47            | 911 (2022)                        | 17                 | modifier les données · modifier les données |
| Le Tech                             | 66206      | 66230       | Céret          | Le Canigou                                                              | CC du Haut Vallespir                                   | 25,18            | 97 (2022)                         | 3,9                | modifier les données · modifier les données |
| Terrats                             | 66207      | 66300       | Céret          | Les Aspres                                                              | CC des Aspres                                          | 7,32             | 799 (2022)                        | 109                | modifier les données · modifier les données |
| Théza                               | 66208      | 66200       | Céret          | La Plaine d'Illibéris                                                   | CC Sud Roussillon                                      | 4,83             | 2 181 (2022)                      | 452                | modifier les données · modifier les données |
| Thuès-Entre-Valls                   | 66209      | 66360       | Prades         | Les Pyrénées catalanes                                                  | CC Conflent Canigó                                     | 20,41            | 26 (2022)                         | 1,3                | modifier les données · modifier les données |
| Thuir                               | 66210      | 66300       | Céret          | Les Aspres                                                              | CC des Aspres                                          | 19,90            | 8 215 (2022)                      | 413                | modifier les données · modifier les données |
| Tordères                            | 66211      | 66300       | Céret          | Les Aspres                                                              | CC des Aspres                                          | 9,91             | 186 (2022)                        | 19                 | modifier les données · modifier les données |
| Torreilles                          | 66212      | 66440       | Perpignan      | La Côte Salanquaise                                                     | CU Perpignan Méditerranée Métropole                    | 17,14            | 3 793 (2022)                      | 221                | modifier les données · modifier les données |
| Toulouges                           | 66213      | 66350       | Perpignan      | Perpignan-6                                                             | CU Perpignan Méditerranée Métropole                    | 8,04             | 7 375 (2022)                      | 917                | modifier les données · modifier les données |
| Tresserre                           | 66214      | 66300       | Céret          | Les Aspres                                                              | CC des Aspres                                          | 11,21            | 1 171 (2022)                      | 104                | modifier les données · modifier les données |
| Trévillach                          | 66215      | 66130       | Prades         | La Vallée de l'Agly                                                     | CC Conflent Canigó                                     | 17,24            | 188 (2022)                        | 11                 | modifier les données · modifier les données |
| Trilla                              | 66216      | 66220       | Prades         | La Vallée de l'Agly                                                     | CC Agly Fenouillèdes                                   | 8,96             | 77 (2022)                         | 8,6                | modifier les données · modifier les données |
| Trouillas                           | 66217      | 66300       | Céret          | Les Aspres                                                              | CC des Aspres                                          | 17,01            | 2 291 (2022)                      | 135                | modifier les données · modifier les données |
| Ur                                  | 66218      | 66760       | Prades         | Les Pyrénées catalanes                                                  | CC Pyrénées Cerdagne                                   | 6,79             | 366 (2022)                        | 54                 | modifier les données · modifier les données |
| Urbanya                             | 66219      | 66500       | Prades         | Les Pyrénées catalanes                                                  | CC Conflent Canigó                                     | 14,40            | 45 (2022)                         | 3,1                | modifier les données · modifier les données |
| Valcebollère                        | 66220      | 66340       | Prades         | Les Pyrénées catalanes                                                  | CC Pyrénées Cerdagne                                   | 26,03            | 35 (2022)                         | 1,3                | modifier les données · modifier les données |
| Valmanya                            | 66221      | 66320       | Prades         | Le Canigou                                                              | CC Conflent Canigó                                     | 27,63            | 34 (2022)                         | 1,2                | modifier les données · modifier les données |
| Vernet-les-Bains                    | 66222      | 66820       | Prades         | Le Canigou                                                              | CC Conflent Canigó                                     | 16,76            | 1 441 (2022)                      | 86                 | modifier les données · modifier les données |
| Villefranche-de-Conflent            | 66223      | 66500       | Prades         | Les Pyrénées catalanes                                                  | CC Conflent Canigó                                     | 4,46             | 205 (2022)                        | 46                 | modifier les données · modifier les données |
| Villelongue-de-la-Salanque          | 66224      | 66410       | Perpignan      | Perpignan-2                                                             | CU Perpignan Méditerranée Métropole                    | 7,21             | 3 318 (2022)                      | 460                | modifier les données · modifier les données |
| Villelongue-dels-Monts              | 66225      | 66740       | Céret          | Vallespir-Albères                                                       | CC des Albères, de la Côte Vermeille et de l'Illibéris | 11,55            | 1 917 (2022)                      | 166                | modifier les données · modifier les données |
| Villemolaque                        | 66226      | 66300       | Céret          | Les Aspres                                                              | CC des Aspres                                          | 6,00             | 1 289 (2022)                      | 215                | modifier les données · modifier les données |
| Villeneuve-de-la-Raho               | 66227      | 66180       | Perpignan      | La Plaine d'Illibéris                                                   | CU Perpignan Méditerranée Métropole                    | 11,41            | 4 416 (2022)                      | 387                | modifier les données · modifier les données |
| Villeneuve-la-Rivière               | 66228      | 66610       | Perpignan      | Le Ribéral                                                              | CU Perpignan Méditerranée Métropole                    | 4,38             | 1 360 (2022)                      | 311                | modifier les données · modifier les données |
| Vinça                               | 66230      | 66320       | Prades         | Le Canigou                                                              | CC Conflent Canigó                                     | 7,74             | 2 205 (2022)                      | 285                | modifier les données · modifier les données |
| Vingrau                             | 66231      | 66600       | Perpignan      | La Vallée de l'Agly                                                     | CU Perpignan Méditerranée Métropole                    | 32,12            | 541 (2022)                        | 17                 | modifier les données · modifier les données |
| Vira                                | 66232      | 66220       | Prades         | La Vallée de l'Agly                                                     | CC Agly Fenouillèdes                                   | 12,96            | 28 (2022)                         | 2,2                | modifier les données · modifier les données |
| Vivès                               | 66233      | 66490       | Céret          | Vallespir-Albères                                                       | CC du Vallespir                                        | 11,07            | 182 (2022)                        | 16                 | modifier les données · modifier les données |
| Le Vivier                           | 66234      | 66730       | Prades         | La Vallée de l'Agly                                                     | CC Agly Fenouillèdes                                   | 12,90            | 66 (2022)                         | 5,1                | modifier les données · modifier les données |
| Pyrénées-Orientales                 | 66         |             |                |                                                                         |                                                        | 4 116,00         | 492 964 (2022)                    | 120                | modifier les données                        |